# Stanisław Andrzejewski (toksykolog)
Stanisław Andrzejewski (ur. 14 lutego 1919 w Warszawie, zm. 1 maja 1983) – lekarz polski, specjalista radiotoksykologii, profesor Wojskowej Akademii Medycznej w Łodzi.

## Życiorys
W 1943 zdał maturę na tajnych kompletach w Tarnowie.
Po wojnie studiował na Wydziale Lekarskim Uniwersytetu Jagiellońskiego, który ukończył w 1950; w 1961 obronił rozprawę doktorską Wpływ cynku na przemianę węglowodanową. Stopień doktora habilitowanego uzyskał po przedstawieniu pracy poufnej z zakresu patologii ogólnej oraz na podstawie całości dorobku, od 1975 był profesorem nadzwyczajnym. Po ukończeniu studiów pozostawał w służbie wojskowej, dochodząc do stopnia pułkownika. Od 1953 kierował Gabinetem Sanitarnej Obrony Przeciwchemicznej i Toksykologii Wojskowej w Wojskowym Centrum Wyszkolenia Medycznego w Łodzi, a po utworzeniu tamtejszej Wojskowej Akademii Medycznej objął kierownictwo Zakładu Ochrony Radiologicznej i Toksykologii.
Jego zainteresowania naukowe i badawcze obejmowały m.in. toksykologię (głównie wojskową), leczenie skutków działania bojowych środków trujących, badania nad tolerancją histaminy, badania szkodliwości wpływu węglowodorów aromatycznych na organizm ludzki. Ogłosił łącznie 125 prac w czasopismach polskich i zagranicznych. Sprawował opiekę nad pięcioma przewodami doktorskimi i dwoma habilitacyjnymi, przygotował też wielu lekarzy do specjalizacji z radiotoksykologii wojskowej. Działał w światowej i Europejskiej Unii Toksykologicznej oraz licznych polskich towarzystwach naukowych, m.in. Polskim Towarzystwie Toksykologicznym (członek zarządu głównego), Polskim Towarzystwie Badań Radiacyjnych, Polskim Towarzystwie Biochemicznym, Polskim Towarzystwie Fizjologicznym.

## Ordery i odznaczenia
- Krzyż Kawalerski Orderu Odrodzenia Polski
- Złoty Krzyż Zasługi
- Medal 10-lecia Polski Ludowej (13 stycznia 1955)[1]
- medale resortowe Ministerstwa Obrony Narodowej